# CalyxOS
CalyxOS — це операційна система на базі Android для смартфонів, складаних пристроїв і планшетів із переважно вільним та відкритим програмним забезпеченням. Її розробляє Calyx Institute в рамках своєї місії «захищати конфіденційність, безпеку та доступність в Інтернеті».
CalyxOS зберігає модель безпеки Android, використовуючи систему криптографічного підпису операційної системи Android's Verified Boot, і працює з заблокованим завантажувачем. CalyxOS також має інсталятор, який проводить користувача через процес розблокування і повторного блокування завантажувача.

## Історія
У 2010 році засновнику та виконавчому директору Ніколасу Мерріллу довелося підкреслити важливість конфіденційності та безпеки в кіберпросторі. У 2004 році Ніколас як власник невеликого інтернет-провайдера отримав від ФБР листа, в якому з нього частково зняли обвинувачення. Цей досвід спонукав його заснувати Інститут Calyx для підвищення обізнаності про стеження та захист конфіденційності в мережі за допомогою розробок програмного забезпечення.
У щорічних звітах Calyx Institute зазначено, що CalyxOS було публічно запущено протягом 2018—2019 фінансового року. Натхненням для неї послужили Tails і Qubes OS, а цілями були «повністю відкритий вихідний код», видалення відстеження Google і включення додатків Tor, Signal і CalyxVPN для підвищення приватності.
CalyxOS підтримує деякі пристрої Google Pixel, Motorola та Fairphone, але пропонує «розширену підтримку» для деяких старіших пристроїв Google Pixel та SHIFT SHIFT6mq.
Приблизно у квітні 2022 року CalyxOS оголосила про підтримку Fairphone 4, OnePlus 8T, 9 і 9 Pro. Однак у травні 2022 року CalyxOS оголосила про припинення збірок OnePlus, було вилучено, оскільки завантажувач більше не можна було розблокувати на новіших прошивках прошивках пристроїв.
У березні 2024 року CalyxOS додала підтримку для Fairphone 5.

## Програмне забезпечення
| ПЗ назва      | Функція(ї)                                                               | Примітки |
| ------------- | ------------------------------------------------------------------------ | --- |
| Aurora Store  | Альтернатива Google Play Store                                           | Aurora Store використовує той самий стандартний каталог програм і встановлює програми безпосередньо з серверів Google на телефон. CalyxOS надає Aurora Store спеціальні права, щоб оновлення програм встановлювалися автоматично.                                                                                                  |
| Chromium      | FOSS браузер                                                             | Bromite форк, який замінив мобільний браузер DuckDuckGo в якості браузера за замовчуванням в червні 2022 року |
| F-Droid Basic | Репозиторій FOSS-додатків для платформи Android                          | CalyxOS включає версію F-Droid під назвою «F-Droid Basic», яка дозволяє оновлювати, встановлювати та видаляти додатки без підвищених привілеїв. |
| MicroG        | FOSS реалізація пропрієтарних сервісів Google Play                       | Деякі програми, залежні від сервісів Google Play, можуть не працювати з MicroG, використання MicroG є необов'язковим. |
| Organic Maps  | Навігаційний додаток із захистом приватності                             | Орієнтований на конфіденційність навігаційний додаток для водіння, піших та велосипедних прогулянок. Програма використовує OpenStreetMap для своїх картографічних даних. Він може завантажувати карти на пристрій, щоб використовувати їх для отримання інформації про місцезнаходження та навігації без підключення до Інтернету. |
| Seedvault     | Додаток для шифрованого резервного копіювання та відновлення під Android | Calyx Institute спонсорував розробку SeedVault, і в річному звіті зазначено, що вони «дебютували з SeedVault протягом 2019—2020 фінансового року». SeedVault також використовується в LineageOS. |
| Signal        | Додаток для зашифрованих дзвінків/повідомлень                            | Безкоштовна програма для обміну повідомленнями та голосового спілкування, орієнтована на конфіденційність, попередньо встановлена як програма для обміну повідомленнями в CalyxOS. |

CalyxOS постачається з MicroG як альтернативою Google Mobile Services з відкритим вихідним кодом, включаючи Mozilla Location Services як додаткову заміну службам визначення місцезнаходження, що надаються Google, але надає користувачеві можливість відключити microG та її служби визначення місцезнаходження.

## Прийняття
У жовтні 2020 року Моріц Треммель (Moritz Tremmel) зробив огляд CalyxOS. В якому він зробив висновок, що альтернативна операційна система підходить «як для розумників, так і для людей, які не розуміються на техніці», що піклуються про захист даних. Також Треммель пояснив, чому він віддав перевагу CalyxOS над LineageOS. Через рік, у вересні 2021 року, Треммель пояснив, чим CalyxOS відрізняється від інших прошивок, оскільки вона не вимагає так багато «зусиль». MakeUseOf у березні 2021 року, назвав CalyxOS «однією з найкращих Android-прошивок для конфіденційності, що пропонує золоту середину між зручністю та конфіденційністю». У серпні 2021 року Android Authority написав, що CalyxOS 
|  | передає конфіденційність і безпеку в руки повсякденних користувачів. |

У 2022 році журнал c't зазначив, що CalyxOS із вбудованим брандмауером, VPN і Cloudflare DNS обіцяє, ніж інші мобільні операційні системи, і все ще може використовуватися як звичайний пристрій Android.
У 2022 році журнал c’t Sicher ins Netz: Як заблокувати шпигунів і зловмисників, зазначив: 
|  | CalyxOS — одна з наймолодших користувацьких прошивок, вона відзначила свій другий день народження лише влітку 2022 року. Та завдяки вбудованому брандмауеру Datura, VPN і Cloudflare DNS, Calyx обіцяє більший рівень безпеки, ніж деякі інші мобільні операційні системи. |

Після ретельного тестування CalyxOS на Google Pixel із зосередженням на поведінці передачі даних Майк Кукетц, викладач ІТ-безпеки в Баден-Вюртемберзькому державному університеті Карлсруе, зазначив у лютому 2023 року, що зосередження на відсутності інтеграції сервісів Google Play ще недостатньо. Щоб бути по-справжньому дружньою до захисту даних, CalyxOS повинна враховувати ще більше аспектів, ніж раніше. Тим не менш, CalyxOS — 
|  | безумовно, непоганий користувацький ROM, адже вона пропонує цілісний загальний пакет, який дає користувачам, які хочуть (суттєво) зменшити залежність від Google, хороший початок. |

У 2023 році CalyxOS була єдиною рекомендованою альтернативною операційною системою для телефонів, у книзі Кері Паркера (Carey Parker).